# Solanum dallmannianum
Solanum dallmannianum är en potatisväxtart som beskrevs av Otto Warburg. Solanum dallmannianum ingår i släktet skattor som ingår i familjen potatisväxter. Inga underarter finns listade i Catalogue of Life.